# STZ-5

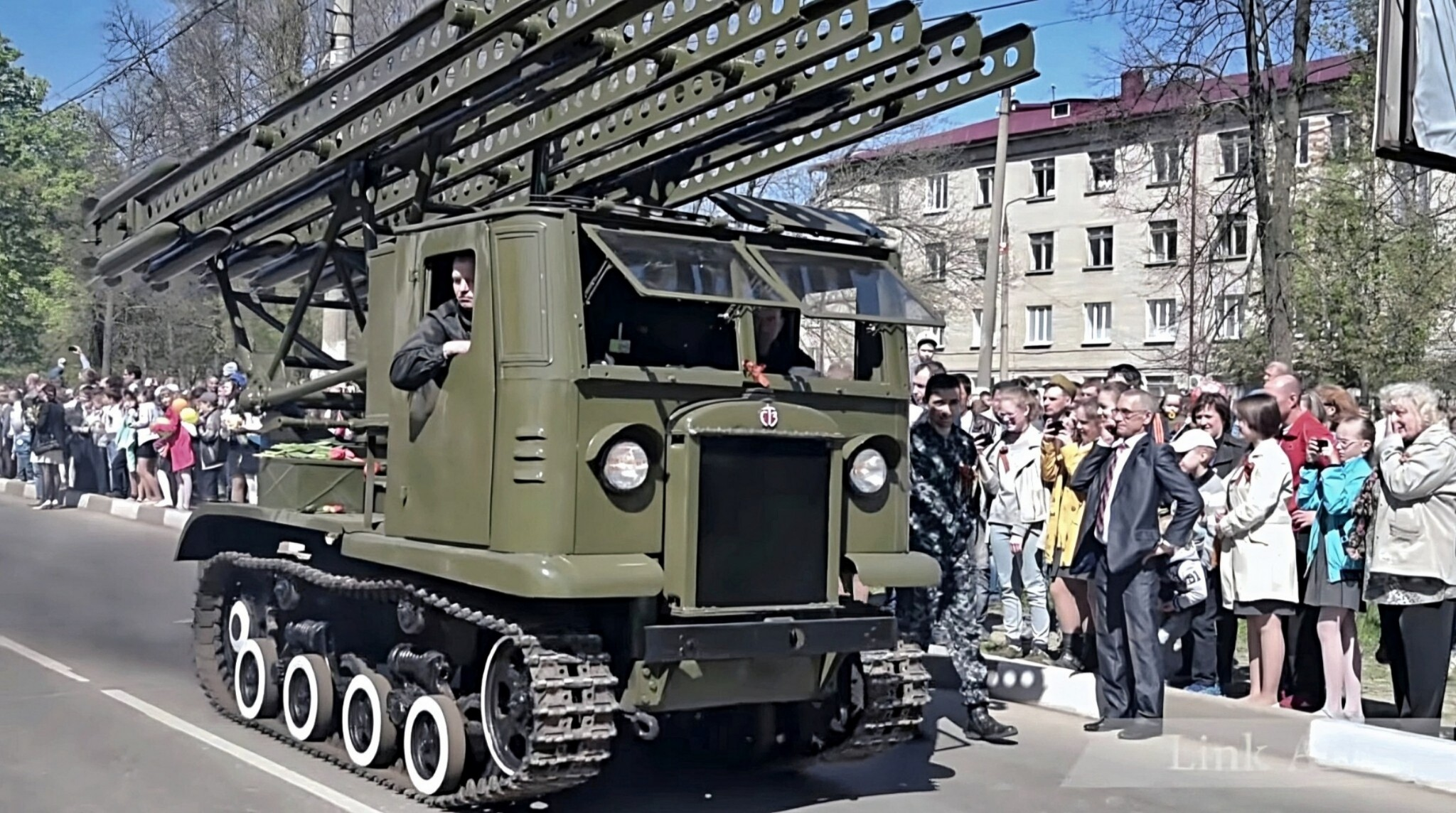
Stalinec STZ-5 s raketometem Kaťuša (Novomoskovsk)

Stalinec STZ-5 byl sovětský dělostřelecký tahač, který byl používaný zejména v letech Velké vlastenecké války.
Jeho počátky spadají do roku 1932, kdy vznikl požadavek na výrobu nového středního zemědělského traktoru. Byla však přijata myšlenka, aby současně s tímto traktorem byl vyráběn univerzální tahač, který by sloužil v dopravě, zemědělství i armádě určen k tažení přípojných vozidel na pozemních komunikacích. Tohoto úkolu se ujali konstruktéři Stalingradského traktorového závodu, kteří během dvou let zpracovali projekt stroje. V roce 1935 byla představena série prototypů zemědělského traktoru STZ-3 a tahače STZ-5. Traktory se účastnily zkoušek, po kterých byly v roce 1936 odstraněny nedostatky. 
V roce 1937 bylo dodáno prvních 173 dopravních STZ-5, v roce 1938 - 136 ks, v roce 1939 - 1256 ks a v roce 1940 - 1274 ks. V armádě byly používány pro vlečení dělostřeleckých kusů až do hmotnosti 3400 kg. K 1. lednu 1941 měla Rudá armáda 2839 dělostřeleckých tahačů STZ-5. Velký nápor na výrobu tahačů byl uskutečněn po vypuknutí Velké vlastenecké války, přičemž od června do konce roku 1941 bylo vyrobeno 3146 kusů. Tahače byly vyráběny i v roce 1942, kdy až do obsazení Stalingradského traktorového závodu wehrmachtem bylo vyrobeno dalších 3359 strojů. Na tahačích byly při nedostatku vhodných automobilů instalovány i raketomety Kaťuša.   

## Technické údaje
- Počátek produkce: rok 1935
- Celková produkce: 9944 kusů
- Hmotnost: 5840 kg
- Osádka: 2
- Výška: 2,36 m
- Šířka: 1,85 m
- Délka: 4,15 m
- Motor: MA
- Výkon: 56 hp
- Rychlost:  22 km/h;
- Dojezd: 145 km